# ویدا (مونتانا)
ویدا (به انگلیسی: Vida) یک منطقهٔ مسکونی در ایالات متحده آمریکا است که در McCone County واقع شده‌است.